# Hernyék
Hernyék es un pueblo ubicado en el condado de Zala, Hungría.

## Superficie
Posee una superficie de 10,31 kilómetros cuadrados.

## Demografía
Hasta 2021 la población era de 61 habitantes, con una densidad de población de 5,91 habitantes por kilómetro cuadrado. En 2011 el 62,6% de la población estaba conformada por húngaros y la religión predominante era el catolicismo.